# Muttlerkopf
Le Muttlerkopf est une montagne qui s'élève à 2 366 ou 2 368 m d'altitude à la frontière entre l'Allemagne et l'Autriche dans les Alpes d'Allgäu.